# Lake Purdy (Alabama)
Lake Purdy é uma Região censo-designada localizada no estado americano de Alabama, no Condado de Shelby.

## Demografia
Segundo o censo americano de 2000, a sua população era de 5799 habitantes.

## Geografia
De acordo com o United States Census Bureau, a localidade tem uma área de 7,9 km², dos quais 7,8 km² cobertos por terra e 0,1 km² cobertos por água.

## Localidades na vizinhança
O diagrama seguinte representa as localidades num raio de 16 km ao redor de Lake Purdy.